# Bakari Diallo
Bakari Diallo est un boxeur professionnel français d’origine malienne évoluant en poids welters né le 17 novembre 2003 à Garges-lès-Gonesse. Champion de France espoir amateur en 2023, il passe professionnel la même année. En avril 2025, il remporte le titre IBF jeunes des poids welters.

## Biographie
Né de parents maliens, Bakari Diallo grandit à Garges-lès-Gonesse et débute la boxe dans le club local. En 2023, il devient champion de France amateur. Bakari est par ailleurs coach d'insertion par le sport et sapeur pompier volontaire depuis 2024.

## Carrière professionnelle
Bakari Diallo débute chez les professionnels en 2023 et enchaîne les victoires, principalement avant la limite,, . Sa seule défaite intervient en décembre 2023 face à Jordan Gonzalez, à la suite d’une disqualification pour un coup de tête.
Le 30 avril 2025, à Neuilly-sur-Marne, il bat le Vénézuélien Algerbis Gonzalez par arrêt de l'arbitre au 4e round après été envoyé au tapis à deux reprises lors du premier Round. Il remporte à cette occasion le titre IBF jeunes des poids welters.

## Style de boxe
Bakari Diallo est décrit comme un boxeur à fort volume de coups, au rythme élevé et au style agressif, cherchant souvent à imposer la pression et à écourter les combats.

## Palmarès
- Champion de France amateur poids super-légers (2023)
- Champion du monde IBF jeunes des poids welters (2025)

## Statistiques professionnelles
- Combats : 12
- Victoires : 11
- Défaites : 1 (DQ)
- Victoires avant la limite : 7